# Жаме, Жан-Поль
Жан-Поль-Андре-Дени-Марсель Жаме (фр. Jean-Paul André Denis Marcel James; род. 14 июля 1952, Ренн, Франция) — французский прелат. Епископ Бове с 9 января 2003 по 8 июля 2009. Епископ Нанта с 8 июля 2009 по 14 ноября 2019. Архиепископ Бордо с 14 ноября 2019.